# Cinta DYMO

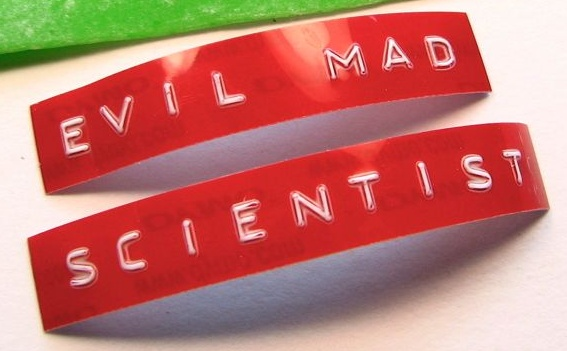
Cinta DYMO marcada.

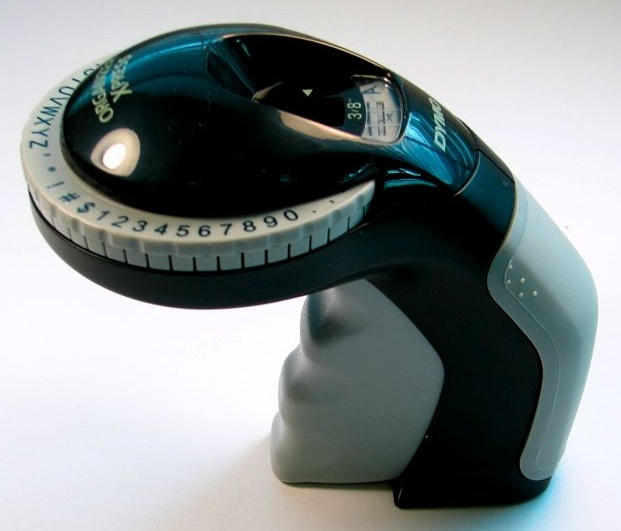
Etiquetadora en relieve de la marca Dymo

La cinta DYMO o etiqueta en relieve es un medio de etiquetado que utiliza normalmente una cinta hecha de plástico duro. Se utiliza con máquinas impresoras de relieve, normalmente manuales.

## Historia
El nombre de la empresa y la marca registrada "Dymo" se asocian normalmente con este tipo de etiqueta, ya que su director general, Rudolph Hurwich, lo presentó por primera vez como producto de consumo en 1958. La cinta de relieve se ha sustituido en gran parte por la cinta de impresión de transferencia térmica utilizada por las impresoras de etiquetas, pero está volviendo a ser popular a medida que el aspecto "vintage" se hace cada vez más popular.

## Método
La máquina tiene múltiples matrices de letras en relieve dispuestas sobre dos ruedas paralelas. Cada letra tiene un troquel positivo y un troquel negativo. Normalmente, todos los troqueles negativos se construyen en una rueda rígida situada en la parte superior, mientras que los troqueles positivos se construyen en una rueda flexible dividida, similar a la rueda de de una impresora de margarita . El usuario gira la rueda para alinear el carácter deseado con la cinta y después pulsa un gatillo, que fuerza el dado positivo contra la cinta, que deforma parte de la cinta contra el dado negativo. Al soltar el disparador, un mecanismo hace avanzar la cinta a la siguiente posición. Los caracteres en relieve destacan de la cinta y parecen blancos por razón del estiramiento del plástico.
La cinta en relieve y el propio dispositivo de relieve son relativamente baratos que comprar, normalmente alrededor de 10 dólares en las papelerías . Por eso, la cinta de relieve ha encontrado popularidad entre los niños y adolescentes. A diferencia de las etiquetas de papel, la cinta de relieve es muy duradera, no se desvanece con el paso del tiempo, raramente deja un residuo pegajoso y no se rompe al sacarla.

## Etiquetadora Braille

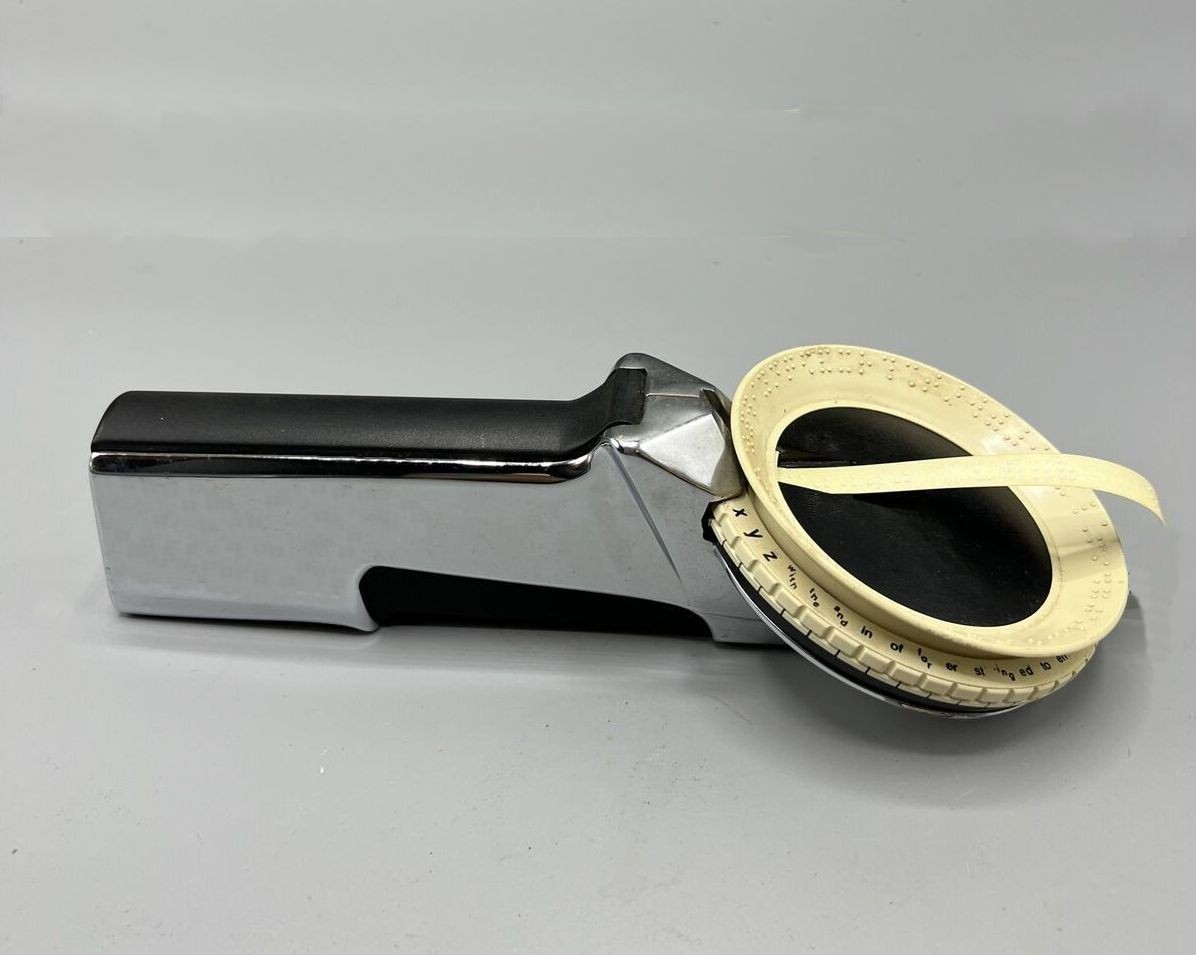
Etiquetadora en relieve para código Braille

Existen también unas etiquetadoras Braille portátiles, hechas por varios fabricantes, Dymo, Scotch, Reizen.. que utilizan la misma mecánica y cintas que las de letra normal pero con una rueda Braille, y que son muy prácticas para los invidentes tanto en el trabajo como en la escuela o el hogar. Permiten utilizar también cinta de etiquetado de aluminio, que está diseñada específicamente para ser utilizada con pizarras Braille, y se puede enganchar fácilmente en las superficies que se quieren etiquetar, siendo más resistente al desgaste que el vinilo.

## Características
Debido al método empleado para el grabado en relieve, las letras sólo pueden ser de color blanco. En ocasiones, el soporte adhesivo de la cinta puede debilitarse, sobre todo en contacto con líquido o polvo. La cinta es más rígida que la mayoría de los otros materiales de etiquetado y puede saltar si el objeto etiquetado se dobla o bajo la fuerza de su curvatura original, si la etiqueta no se engancha bien después de haber sido impresa.    

## Diseño gráfico
Debido a la imagen distintivamente industrial de la cinta en relieve, es habitual que los diseñadores utilicen imágenes de cinta en relieve como letras. La práctica fue particularmente común durante el período de diseño gráfico de la " tipografía grunge " de los años 90 y 2000, que a menudo utilizaba imágenes compuestas producidas por ordenador. Bandas como Snow Patrol y The Libertines y el poeta Rick Holland han utilizado letras de cinta en relieve, evocando el etiquetado utilizado para marcar las cintas magnéticas .